# Americas Rugby Championship 2016

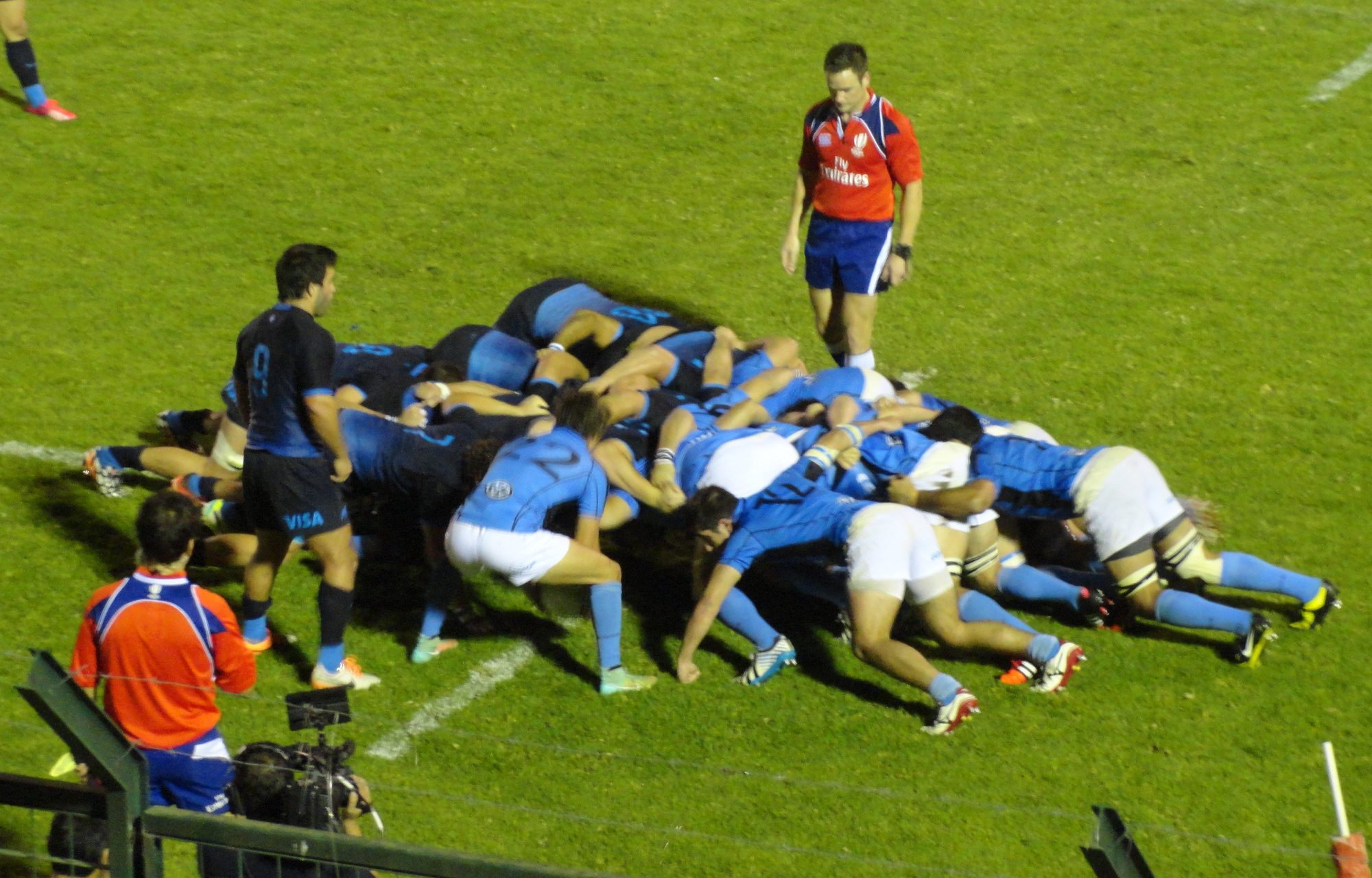
Scrum en el partido entre Uruguay y Argentina XV

El Americas Rugby Championship del 2016 fue la sexta edición del torneo de selecciones nacionales de rugby que organiza la Asociación Panamericana. A partir de esta edición se disputa con formato similar al Torneo de las Seis Naciones europeo y en los mismos meses, es decir, seis selecciones los juegan sin sede fija entre febrero y marzo.

## Equipos participantes[4]
- Selección de rugby de Argentina (Argentina XV)

Facundo Bosch, Santiago Iglesias, Felipe Arregui, Cristian Bartoloni, Franco Brarda, Enrique Pieretto, Roberto Tejerizo, Ignacio Calas, Ignacio Larrague, Pedro Ortega, Marcos Kremer, Rodrigo Báez, José Deheza, Santiago Montagner, Lautaro Bazán Vélez, Gonzalo Bertranou, Domingo Miotti, Juan Novillo, Juan Cappiello, Joaquín Paz, Tomás Carrió, Franco Cuaranta, Matías Orlando, Pedro Mercerat y Ramiro Moyano.
- Selección de rugby de Brasil (Los Tupís)
- Selección de rugby de Canadá (Los Canucks)
- Selección de rugby de Chile (Los Cóndores)
- Selección de rugby de Estados Unidos (Las Águilas)
- Selección de rugby de Uruguay (Los Teros)

## Posiciones[6]
| Pos. | Equipo         | Encuentros | Encuentros | Encuentros | Encuentros | Tantos  | Tantos    | Tantos     | Puntos Bonus | Puntos Totales |
| Pos. | Equipo         | jugados    | ganados    | empatados  | perdidos   | a favor | en contra | diferencia | Puntos Bonus | Puntos Totales |
| ---- | -------------- | ---------- | ---------- | ---------- | ---------- | ------- | --------- | ---------- | ------------ | -------------- |
| 1    | Argentina XV   | 5          | 4          | 1          | 0          | 207     | 99        | + 108      | 4            | 22             |
| 2    | Estados Unidos | 5          | 2          | 1          | 2          | 177     | 110       | + 67       | 5            | 15             |
| 3    | Canadá         | 5          | 3          | 0          | 2          | 192     | 139       | + 53       | 3            | 15             |
| 4    | Uruguay        | 5          | 3          | 0          | 2          | 123     | 131       | - 8        | 2            | 14             |
| 5    | Brasil         | 5          | 1          | 0          | 4          | 107     | 175       | - 68       | 2            | 6              |
| 6    | Chile          | 5          | 1          | 0          | 4          | 73      | 225       | - 152      | 1            | 5              |

Nota: Se otorgan 4 puntos al equipo que gane un partido, 2 al que empate y 0 al que pierda
Puntos Bonus: 1 punto por convertir 4 tries o más en un partido y 1 al equipo que pierda por no más de 7 tantos de diferencia

## Resultados

### Primera fecha
| 6 de febrero 16:00 | Canadá | 33 - 17 | Uruguay                                                                      | Westhills Stadium, Langford, Canadá         |                                             |
|                    | 8’ Try McKenzie (5-0); 13’ try Blevins c. McRorie (12-0); 26’ try Moor c. McRorie (19-0); 66’ try Clark c. McRorie (26-7); 70’ try Moor c. McRorie (33-12). Punto bonus ofensivo | Reporte | 25' try penal c. Silva (7-19); 68’ try Nieto (26-12); 77’ try Leivas (33-17) | Árbitro(s): Juan Hernán Sylvestre Argentina | Árbitro(s): Juan Hernán Sylvestre Argentina |

| 6 de febrero, 19:00 | Estados Unidos | 35 - 35 | Argentina XV | BBVA Compass Stadium, Houston, Estados Unidos |                                |
|                     | 2' penal Bird (3-0); 6' penal Bird (6-0); 11' try Ngwenya c. Bird (13-0); 31' penal Bird (16-14); ST: 11' try Clever (21-21); 25' try Dolan c. Bird (28-28); 34' try Fry c. Bird (35-28). Punto bonus ofensivo | Reporte | 17' try Tomás Carrió c. Miotti (7-13); 28' try Báez c. Miotti (14-13); 35' try Paz c. Miotti (21-16); ST: 22' try Bertranou c. Novillo (28-21); 38' try Carrió c. Novillo (35-35). Punto bonus ofensivo | Árbitro(s): Chis Assmus Canadá                | Árbitro(s): Chis Assmus Canadá |

| 6 de febrero 19:10 | Chile | 25 - 22 | Brasil | CARR, Santiago, Chile              |                                    |
|                    | Penal Nordenflych (3-0); penal Nordenflych (6-7); try Zunino c. Nordenflych (13-7); try De la Fuente c. Nordenflych (20-7); ST: Try Larenas (25-12). | Reporte | Try Sancery c. Harvey (7-3); ST: Try Sancery (12-20); penal Harvey (15-25); try Tranquez c. Harvey (22-25). Punto bonus defensivo | Árbitro(s): Joaquín Montes Uruguay | Árbitro(s): Joaquín Montes Uruguay |

### Segunda fecha
| 12 de febrero 20:10 (UTC-2) | Brasil | 29 - 33 | Uruguay | Arena Barueri, São Paulo, Brasil       |                                        |
|                             | Penal Harvey (3-0); 7’ penal Harvey (6-3), 11’ try Vieira c. Harvey(13-3); 17’ penal Harvey (16-3); ST: 53’ penal Harvey (19-18), 55’ try Sancery c. Harvey (26-18); 68’ penal Harvey (29-28). Punto bonus defensivo | Reporte | 4’ penal Silva (3-3); 32’ try penal c. Silva (10-16), 35’ try Lamanna (15-16). ST: 48’ penal Silva (18-16); 60’ try Arata (23-26); 65’ try Kessler (28-26); 76’ try Lamanna (33-29). Punto bonus ofensivo | Árbitro(s): Damián Schneider Argentina | Árbitro(s): Damián Schneider Argentina |

| 13 de febrero 18:10 (UTC-3) | Argentina XV | 52 - 15 | Chile | Estadio del Bicentenario, San Juan, Argentina |                                        |
|                             | 2′ Try Tuculet c. Mercerat (7-0); 15′ try Paz c. Mercerat (14-3); 24′ try Tuculet (19-6). ST: 20′ try Paz c. Mercerat (26-12); 19′ try Paz c. Mercerat (33-12); 24′ try Portillo c. Mercerat (40-12); 26′ try Etchart (45-12); 37′ try Paz c. Mercerat (52-12). Punto bonus ofensivo | Reporte | 13′ penal Nordenflycht (3-7); 19′ penal Nordenflycht (6-14); 40′ penal Nordenflycht (9-19). ST: 5′ penal Nordenflycht (12-19); 30′ penal Nordenflycht (45-15). | Árbitro(s): Kurt Weaver Estados Unidos        | Árbitro(s): Kurt Weaver Estados Unidos |

| 13 de febrero 18:30 (UTC-5) | Estados Unidos | 30 - 22 | Canadá | Dell Diamond, Round Rock, Estados Unidos    |                                             |
|                             | Penal Bird (3-6); try London c. Bird (10-9). ST: '56 try Clever (15-15); try Clever (20-15); '64 try Clever c. Bird (27-15); penal Kruger (30-22). Punto bonus ofensivo | Reporte | '9 penal McRori (3-0); '11 penal McRori (6-0); penal McRori (9-3); penal McRori (12-10). ST: '46 penal McRori (15-10); '69 try Maguire c. Ferguson (27-22). | Árbitro(s): Juan Hernán Sylvestre Argentina | Árbitro(s): Juan Hernán Sylvestre Argentina |

### Tercera fecha
| 20 de febrero 16:00 | Canadá | 52 - 25 | Brasil | Westhills Stadium, Langford, Canadá                                 |                                                                     |
|                     | Try Rumball c. Ferguson (7-0); '12 try Panga c. Ferguson (14-3); penal Ferguson (17-13); try Barkwill c. Ferguson (24-13); try Rumball c. Ferguson (31-13). ST: Try Panga (38-18); try Ciulini c. Ferguson (45-25); try Hamson c. Ferguson (52-25). Punto bonus ofensivo | Reporte | '9 penal Duque (3-7); try Beques c. Duque (10-14); penal Duque (13-14). ST: Try Sancery (18-25); try Joao Luis da Ros (25-38) | Asistencia: 1.855 espectadores · Árbitro(s): Joaquín Montes Uruguay | Asistencia: 1.855 espectadores · Árbitro(s): Joaquín Montes Uruguay |

| 20 de febrero 16:00 (UTC-5) | Estados Unidos | 64 - 0  | Chile | Lockhart Stadium, Fort Lauderdale, Estados Unidos |                                        |
|                             | '11 try Baumann (5-0); '17 try Eloff (10-0); try Taufete’e c. Eloff (17-0); try Edwards c. Eloff (24-0). ST: 53’ try Thomas c. Eloff (31-0); 55’ try Anderson c. Eloff (38-0); 64’ try Te’o c. Eloff (43-0); 65’ try London c. Eloff (50-0); 73’ try Hume c. Eloff (57-0); 75’ try Te’o c. Eloff (64-0). Punto bonus ofensivo | Reporte |       | Árbitro(s): Damián Schneider Argentina            | Árbitro(s): Damián Schneider Argentina |

| 20 de febrero 20:30 | Uruguay | 21 - 24 | Argentina XV | Estadio Domingo Burgueño Miguel, Maldonado, Uruguay                   |                                                                       |
|                     | 9’ penal Secco (3-7); 12’ try Ormaechea (8-7); 27’ penal Secco (11-7); 37’ try Favaro c. Secco (18-7). ST: 46’ penal Secco (21-14). | Reporte | 6’ try Bollini c. Novillo (7-0); 42’ try Cuaranta c. Novillo (14-18). ST: 70’ try Capiello c. Novillo (21-21); 77′ penal Mercerat (24-21). | Asistencia: 6.000 espectadores Árbitro(s): Kurt Weaver Estados Unidos | Asistencia: 6.000 espectadores Árbitro(s): Kurt Weaver Estados Unidos |

### Cuarta fecha
| 27 de febrero 20:00 | Brasil | 24 - 23 | Estados Unidos | Estadio do Canindé, São Paulo, Brasil |                                 |
|                     | Penal M. Duque (3-0); penal M. Duque (6-0); try Sancery c. M. Duque (13-0); '22 try L. Duque (18-0); penal M. Duque (21-13); '40 penal M. Duque (24-23). | Reporte | '30 penal Bird (3-18); '37 try Taufetee (10-18); penal Bird (13-18); try Kruger c. Bird (20-21); '32 penal Bird (23-21). Punto bonus defensivo | Árbitro(s): Chris Assmus Canadá       | Árbitro(s): Chris Assmus Canadá |

| 27 de febrero 20:10 | Chile | 20 - 23 | Uruguay | CARR, Santiago, Chile                  |                                        |
|                     | '10 penal Nordenflycht (3-7); penal Nordenflycht (6-7); penal Nordenflycht (9-7); '40 try Nordenflycht (14-10). ST: penal Nordenflycht (17-13); penal Nordenflycht (20-23). Punto bonus defensivo | Reporte | '16 try Favaro c. Secco (7-0); penal Secco (10-9). ST: Penal Secco (13-14); penal Secco (16-17); try Silva c. Secco (23-17). | Árbitro(s): Damián Schneider Argentina | Árbitro(s): Damián Schneider Argentina |

| 28 de febrero 17:10 | Argentina XV | 54 - 21 | Canadá | Duendes Rugby Club, Rosario, Argentina |                                    |
|                     | 3' try Iglesias Valdez (5-0); 9' try Estelles c. Mercerat (12-0); 19' penal de Mercerat (15-7); 29' try Leguizamón (20-7); 40' try Cuaranta c. Mercerat (27-21). ST: 4' penal de Mercerat (30-21); 16' try penal c. Mercerat (37-21); 18' try de González Amorosino c. Mercerat (42-21); 35' try Leguizamón c. Mercerat (49-21); 39' try Estelles (54-21). Punto bonus ofensivo | Reporte | 14' try Moor c. Ferguson (7-12); 33' try Ferguson c. Ferguson (14-20); 39' try Ferguson c. Ferguson (21-20). ST: | Árbitro(s): Joaquín Montes Uruguay     | Árbitro(s): Joaquín Montes Uruguay |

### Quinta fecha
| 5 de marzo 18:10 | Chile                                                                                               | 13 - 64 | Canadá | Estadio Municipal de La Pintana, Santiago, Chile |                                        |
|                  | 1' penal Nordenflycht (3-0); 8' penal Nordenflycht (6-7); 40' try Soto c. Nordenflycht (13-43). ST: | Reporte | 3' try Blevins c. McRorie (7-3); 10' penal McRorie (10-6); 14' try Johnson c. McRorie (17-6); 18' try McRorie (22-6); 20' try Baillie c. McRorie (29-6); 30' try Mackenzie c. McRorie (36-6); '35 try Parfrey (43-6). ST: 53' try Moor c. McRorie (50-13);57' try Blevins c. McRorie (57-13); 76' try Parfrey c. Ferguson (64-13). Punto bonus ofensivo | Árbitro(s): Kurt Weaver Estados Unidos           | Árbitro(s): Kurt Weaver Estados Unidos |

| 5 de marzo 19:10 | Uruguay | 29 - 25 | Estados Unidos | Estadio Charrúa, Montevideo, Uruguay        |                                             |
|                  | 3' penal Ormaechea (3-0); 22' penal Ormaechea (6-7); 40' penal Ormachea (9-13). ST: 48' try Kessler c. Ormaechea (16-20); 66' penal Ormaechea (19-20); 69' penal Ormaechea (22-20); 78' Try Magno c. Ormaechea (URU) 29-25 | Reporte | , 15' try Aladdin Schirmer c. London (7-3); 24' penal London (10-6); 35' penal Bird (13-6). ST: 47' try London c. Bird (20-9); 76' try Mikesell (22-25). Punto bonus defensivo | Árbitro(s): Juan Hernán Sylvestre Argentina | Árbitro(s): Juan Hernán Sylvestre Argentina |

| 5 de marzo 20:10 | Brasil                              | 7 - 42  | Argentina XV | Estádio Martins Pereira, São José dos Campos, Brasil |                                 |
|                  | 40' try L. Duque c. M Duque (7-42). | Reporte | 9' try Estellés c. Mercerat (7-0); 11' try González c. Mercerat (14-0); 20' try Deheza c. Mercerat (21-0); 36' try Estellés c. Mercerat (28-0). ST: 34' try Delguy c. Mercerat (35-0); 37' try Estellés c. Mercerat (42-0). Punto bonus ofensivo | Árbitro(s): Chris Assmus Canadá                      | Árbitro(s): Chris Assmus Canadá |

| Bandera de Argentina |
| Campeón Argentina XV |
| Sexto título         |